# Sebastian Weberitsch
Sebastian Weberitsch (* 21. Mai 1870 in St. Veit an der Glan; † 2. April 1946 in Althofen) war ein österreichischer Arzt und Autor.

## Leben
Sebastian Weberitsch besuchte die Unterstufe des Gymnasiums im Benediktinerstift von Sankt Paul im Lavanttal, die fünfte und sechste Klasse des Gymnasiums in Klagenfurt und die siebente und achte Klasse in Triest. Dort legte er im Jahr 1889 die Matura ab. Nach dem Jahr als Einjährig-Freiwilliger beim Militär in Graz studierte er in Wien Medizin und promovierte am 23. Dezember 1897. Während seines Studiums wurde er 1891 Mitglied der Burschenschaft Silesia Wien.
Von 1900 bis 1925 war Weberitsch als Spezialarzt für Chirurgie und Gynäkologie in Bozen tätig, außerdem in fester Anstellung als Sanitätskonsulent bei der Südbahn. Seit 1922 waren die Faschisten in Bozen an der Macht, und Weberitsch, der keine italienische Staatsbürgerschaft hatte und dem diese auf sein Ansuchen hin verweigert wurde, wurde 1925 aus Südtirol ausgewiesen.
Er übersiedelte nach Baden bei Wien und setzte dort seine ärztliche Praxis bis zum Jahr 1945 fort. Im Zusammenhang mit den Kriegsereignissen verlegte Sebastian Weberitsch seinen Wohnsitz nach Althofen in Kärnten, dem Heimatort seiner Gattin. Dort starb er am 2. April 1946.
Aus der Ehe von Sebastian und Paula Weberitsch stammte ihr Sohn, der Architekt Wolfgang Weberitsch. Dieser starb 1991 in Klagenfurt, wo seine Witwe Annemarie immer noch lebt.

## Werk
Seine Lebenserinnerungen erschienen erstmals im Jahr 1924 im Verlag für Kulturpolitik in München. Sie schildern in acht Kapiteln seine Kindheit in St. Veit an der Glan bis zu seinem Studium in Wien und die nachfolgende Übersiedlung nach Bozen. Diese Ausgabe war bald vergriffen und gilt heute auch wegen ihrer präzisen Schilderung als historisches Standardwerk. Das Buch schildert etwa den Zeitraum von 1875 bis 1900 und spannt sich von St. Veit an der Glan, Sankt Paul im Lavanttal, Klagenfurt, Triest bis Wien.
Seit dem Erscheinen des ersten Teils hatte Weberitsch an einer Fortsetzung gearbeitet, diese aber
zu keinen Abschluss gebracht. Bei seinem Tod reichten die vorhandenen Aufzeichnungen bis zur Übersiedlung nach Baden bei Wien im Jahr 1925. Im Einvernehmen mit Paula Weberitsch, der Witwe, wurden die vorhandenen Niederschriften samt dem schon veröffentlichten ersten Teil in drei Teile gegliedert und wiederveröffentlicht. Der erste Teil (290 Buchseiten) blieb etwa in der Fassung von 1925. Der zweite Teil wurde in elf Kapitel (109 Seiten) und der dritte Teil in 22 Kapitel (162 Buchseiten) gegliedert. Die beiden neuen Teile umfassen in etwa die Jahre 1903–1925 und geben einen historischen und soziokulturellen Einblick in die letzten Jahre der Österreich-Ungarischen Monarchie, dem Ersten Weltkrieg und der Nachkriegszeit bis hin zu den ersten Tagen des italienischen Faschismus in Südtirol.